# کریم بی‌لی (بابک)
کریم بی‌لی (به لاتین: Kərimbəyli، تا سال ۱۹۹۹ لنین‌آباد Leninabad) یک منطقه مسکونی در جمهوری آذربایجان است که در شهرستان بابک از توابع جمهوری خودمختار نخجوان واقع شده است. کریم بی‌لی ۱۴۹۵ نفر جمعیت دارد.

## جغرافیا
این روستا در ۱۱ کیلومتری شمال شرقی مرکز شهرستان در کناره رود نخجوان‌چای واقع شده است.